# Tiridate I di Armenia
Tiridate I (in armeno Տրդատ?; armeno orientale Trdat I; armeno occidentale Drtad I; fl. I secolo) fu re di Armenia a partire dal 53 d.C. e il fondatore della dinastia arsacide di Armenia.
Non si conoscono né la data di nascita né la data di morte. Il suo regno fu caratterizzato da due interruzioni, una breve nel 54 e l'altra più lunga, dal 58 al 63. Per risolvere i contrasti per l'Armenia, Tiridate, fratello del re di Partia Vologese I, fu incoronato re da Nerone nel 66. L'Armenia divenne così un regno cliente di Roma ma con un sovrano gradito dai Parti. Successivamente, però, Tiridate sarebbe dovuto diventare re un parto, cosa che fece pensare agli storici romani che Nerone avesse ceduto de facto l'Armenia ai Parti.
Oltre ad essere un re, Tiridate era anche un sacerdote zoroastriano e, quando compì il viaggio per andare a Roma in occasione della propria incoronazione, fu seguito da alcuni magi. All'inizio del XX secolo Franz Cumont ipotizzò che Tiridate avesse introdotto nell'Impero romano il mitraismo, che, secondo Cumont, era semplicemente una forma di zoroastrismo romanizzato, ma la sua teoria della continuità tra zoroastrismo e mitraismo fu rifiutata dagli storici. Tiridate è uno dei personaggi principali nelle opere Radamisto di Handel e Ottavia di Reinhard Keiser.

## Ascesa
Tiridate era il figlio di Vonone II di Partia e di una concubina greca. Nulla si sa della sua infanzia e della sua gioventù, che trascorse in Media, dove il padre era governatore sotto il regno del fratello Gotarze III. Il nome di Tiridate significa dato da Tir: Tir era il dio partico delle lettere, della scienza e dell'arte, come il Tishrya dell'Avestā, e poi fusosi con Apollo. Nel 51 il procuratore di Cappadocia Giulio Peligno invase e devastò l'Armenia, allora governata dall'usurpatore iberico Radamisto, che aveva assassinato lo zio, nonché legittimo re, Mitridate, distruggendo la guarnigione romana che lo proteggeva a Gornea.

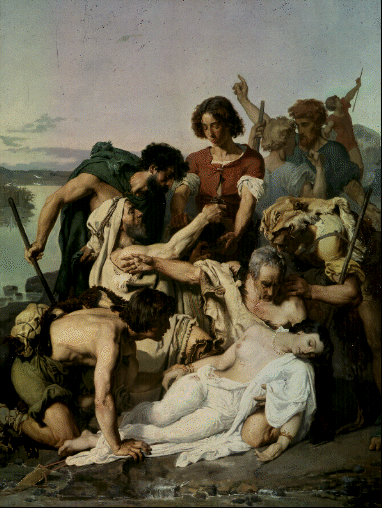
Il ritrovamento di Zenobia.
Paul-Jacques-Aimé Baudry, c. 1848.

Agendo senza aver ricevuto istruzioni in merito, Peligno riconobbe Radamisto come nuovo re di Armenia. Il governatore di Siria Gaio Ummidio Quadrato inviò allora Elvidio Prisco con una legione per riparare quegli oltraggi, che venne poi richiamato per non scatenare una guerra con i Parti. Nel 52 Vologese ne approfittò per invadere l'Armenia, conquistando Artaxata e proclamando re il fratello minore Tiridate. Questa azione violò il trattato siglato da Augusto con l'allora re dei Parti Fraate IV, che dava il diritto ai Romani di incoronare i re di Armenia. Vologese riteneva che il trono di Armenia spettasse ai Parti e non ad un monarca straniero che lo aveva usurpato con un crimine. Un'epidemia invernale ed una insurrezione capeggiata dal figlio Vardane II lo costrinsero ad abbandonare l'Armenia con l'esercito, permettendo a Radamisto di tornare ed infierire sulla popolazione, che considerava dei traditori; nel 55 gli Armeni si rivoltarono ed incoronarono re Tiridate. Radamisto fuggì con la moglie Zenobia incinta che, stremata dalla fatica del viaggio gli domandò di ucciderla piuttosto che farla catturare; Radamisto la trafisse con un pugnale e ne gettò il corpo nel fiume Arasse. Zenobia tuttavia sopravvisse e, trovata da alcuni pastori, fu portata al cospetto di Tiridate, che la accolse con tutti gli onori regali. Radamisto tornò in Iberia, dove fu fatto giustiziare dal padre Farasmane I per un complotto contro di lui.

## Guerra contro Roma

Il regno d'Armenia attorno al 50.

Scontento della crescente influenza partica nella regione, l'imperatore romano Nerone mandò il generale Gneo Domizio Corbulone con un grande esercito per ripristinare la precedente situazione. Aristobulo, membro della dinastia degli Asmonei, ricevette l'Armenia Minore e Soaemo di Emesa il regno di Sofene. Nel 58 Corbulone, passando dalla Cappadocia, entrò in Armenia e, mentre avanzava verso Artaxata, Farasmane ed Antioco IV di Commagene lo affiancarono. Con l'aiuto del fratello, Tiridate, che disponeva di un esercito di circa 20.000 uomini, inviò dei reparti leggeri a tormentare i Romani. Corbulone adottò la stessa tattica con l'aiuto dei Moschi, che saccheggiarono l'Armenia in lungo e in largo. Tiridate fuggì dalla capitale e Corbulone rase al suolo Artaxata. In estate Corbulone si diresse verso Tigranocerta e, durante la marcia, subì un'imboscata armena che gli fece perdere diversi uomini; Tigranocerta si arrese ed aprì le porte, eccetto l'acropoli che resistette per poco. L'armenia si arrese ed accettò che i Romani scegliessero un re.
Nerone incoronò Tigrane VI re d'Armenia il cui figlio, Alessandro, sposò Iotapa, figlia di Antioco IV, e divenne re di Cilicia. Nerone fu osannato in pubblico per questa vittoria e Corbulone divenne governatore della Siria. Tigrane ricevette anche delle truppe per difendere l'Armenia, mentre i re alleati dei Romani ricevettero come ricompensa alcuni distretti marginali dell'impero.
Vologese era furibondo per aver perso l'Armenia, ma fu occupato per un certo periodo contro l'Ircania in rivolta. Tigrane invase il regno di Adiabene e depose il re Monobazo II, vassallo dei Parti, nel 61.
Vologese, terminata la campagna contro gli Ircani, attaccò l'Armenia per riportare sul trono il fratello Tiridate. Affidò il comando di un reparto di catafratti e di ausiliari adiabeni a Monese con l'ordine di riconquistare l'Armenia. Corbulone, informato dell'attacco, mandò a Tigrane due legioni al comando di Verulano Severo e Vettio Bolano con la raccomandazione di agire con prudenza e richiese a Nerone un altro esercito per difendere l'Armenia e la Siria, ora gravemente minacciate. Organizzò anche una linea di difesa sull'Eufrate con le restanti forze e con l'aiuto di irregolari. Corbulone si preoccupò anche di far fortificare le sorgenti e difendere i corsi d'acqua per poter mettere in difficoltà i Parti per gli approvvigionamenti di acqua potabile, che nella regione scarseggiava.
Monese avanzò verso Tigranocerta, ma le sue truppe non erano equipaggiate per un assedio. Corbulone ne approfittò e inviò un centurione di nome Casperio all'accampamento di Vologese a Nisibi con la richiesta di interrompere l'assedio. Vologese, in difficoltà a causa di un'invasione di cavallette ed alla penuria di cibo, accettò a patto di avere delle garanzie sull'Armenia. Vologese richiese che le truppe di entrambi gli imperi si ritirassero e che Tiridate tornasse sul trono. Roma non accettò ed affidò a Lucio Cesennio Peto, governatore di Cappadocia, il compito di riportare la regione sotto il controllo romano.
Peto fu sconfitto a Rhandeia nel 62, perdendo la XII e la IV legione. Corbulone riottenne il comando della guerra ed eliminò tutti i capi locali sospettati di collaborare con i Parti. A Rhandeia, infine, Corbulone e Tiridate si accordarono per la pace. Quando Tiridate giunse al campo romano si tolse la corona e la pose ai piedi di una statua di Nerone, dimostrando di essere disposto ad accettarla dalla mano dell'imperatore. Tiridate venne riconosciuto come re cliente di Armenia, una legione rimase nel paese permanentemente ed Artaxata venne ricostruita. Corbulone diede a Tiridate come accompagnatore a Roma il genero Annio Viniciano.

## Visita a Roma
Prima di imbarcarsi per Roma, Tiridate andò in visita dalla madre e dai due fratelli; la sua famiglia (la moglie e i due figli) lo seguì con la scorta di tremila cavalieri parti. Il viaggio avvenne passando dalla Tracia ed attraversando l'Adriatico e durò nove mesi. Anche i figli di Vologeso, Monobaze e Pacoro accompagnarono Tiridate.
Dione Cassio parla favorevolmente di Tiridate: "Tiridate era nel pieno della gioventù, una figura notevole per giovinezza, bellezza, stirpe ed intelligenza." Nerone inviò a Tiridate, che era a Napoli, un carro da magistrato per percorre le ultime miglia. A nessuno era permesso di avvicinarsi all'imperatore in armi, ma Tiridate rifiutò di disarmarsi, accettando tuttavia di far legare strettamente la spada nel fodero. Si tennero delle competizioni sportive a Pozzuoli per festeggiare l'ospite, durante le quali Tiridate diede dimostrazione delle sue doti di arciere. A Pozzuoli avvenne anche il primo incontro attestato con gladiatrici.
Il culmine dei festeggiamenti avvenne a Roma, la quale fu decorata con bandiere, fiaccole, ghirlande e fiori ed illuminata a giorno anche la notte, con una gran folla ovunque per vedere il nuovo re.
Il giorno successivo Nerone si presentò al senato con gli abiti del trionfo in un'armatura decorata e risplendente e circondato da dignitari e soldati. Tiridate passò tra due file di soldati e, arrivato di fronte al trono imperiale, si inginocchiò con le mani incrociate sul petto. Nerone gli pose sul capo la corona e, quando Tiridate era in procinto di inchinarsi di nuovo, lo fece alzare, lo baciò e lo fece sedere al suo fianco.
Un pretore traduceva in latino ciò che Tiridate diceva in greco. Plinio il Vecchio dice che Tiridate mostrò a Nerone un festino con i magi (magicis cenis). Tacito era del parere che Tiridate fosse interessato agli usi romani.
I festeggiamenti pubblici durarono anche dopo l'incoronazione e la scena del teatro di Pompeo per l'occasione fu interamente dorata, per questo quel giorno fu chiamato il giorno dorato. Tali furono le stravaganze volute da Nerone che Tiridate ne fu al contempo ammirato e disgustato, domandando a Corbulone come facesse a servire un tale padrone.
In ricordo di questi avvenimenti il senato concesse a Nerone una corona di alloro ed il titolo di imperator, comandante in capo dell'esercito. Nessuna cerimonia di accoglienza fu mai così sontuosa a Roma e Nerone regalò a Tiridate 50.000.000 di sesterzi.
Quando, durante il suo viaggio di ritorno, Tiridate assistette ad un incontro di pancrazio, un concorrente cadde a terra e, quando l'avversario si avvicinò per colpirlo, esclamò: "Che brutta cosa assalire un uomo che è in terra!".

## Una fragile pace
Quando Tiridate tornò in Armenia portò con sé diversi artigiani perché abbellissero la capitale Artaxata, che egli fece rinominare Neronia, mentre a Roma venivano chiuse le porte del tempio di Giano per accogliere un effimero momento di pace. Tiridate abbellì anche la residenza reale a Garni , con portici, monumenti ed un nuovo tempio. Il commercio tra Europa ed Asia si fece fiorente, dopo che l'Armenia fu sotto la pax romana. La fedeltà dimostrata dall'Armenia fu un enorme successo politico per Nerone, e durò fino a Vespasiano. 

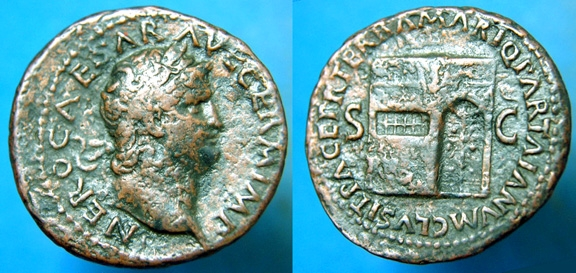
Moneta romana del 66, in occasione della chiusura delle porte del tempio di Giano.

 Dopo lo scoppio della guerra giudaica ed il ritiro delle legioni dall'Armenia e dalla Siria per la Giudea nel 67 la zona si destabilizzò e tornò, dopo fasi alterne sotto l'influenza partica.

## Guerra con gli Alani ed avvenimenti successivi
Nel 72 gli Alani, un popolo nomade sarmatico, compì un'incursione nella Media Atropatene ed in varie regioni dell'Armenia settentrionale. Tiridate ed il fratello Pacoro II, re della Media Atropatene, li affrontarono in diversi scontri, durante uno dei quali Tiridate fu prigioniero per un breve periodo. Sarebbe stato catturato con una corda, ma essendo riuscito a liberarsi, poté sfuggire alla cattura. Gli Alani poi si ritirarono con il grande bottino che avevano razziato. Il re di Iberia chiese aiuto contro gli Alani a Vespasiano, che fece ricostruire la fortezza di Armozica vicina alla capitale iberica Mtskheta, ora vicina a Tbilisi. Un'iscrizione in aramaico trovata lì vicino indica che Tiridate era in guerra con l'Iberia durante i suoi ultimi anni di vita. Non si conosce la data della fine del regno di Tiridate; le fonti classiche indicherebbero Sanatruce come suo successore. Si sa che Assidare, nipote di Tiridate e figlio di Pacoro II, fu re di Armenia dal 110.